# Cmentarz wojenny w Leszczewku
Cmentarz wojenny w Leszczewku – cmentarz żołnierzy niemieckich i rosyjskich poległych w czasie I wojny światowej. Spoczywa na nim prawdopodobnie 74 żołnierzy niemieckich i 39 rosyjskich.
Cmentarz znajduje się na terenie Wigierskiego Parku Narodowego na skraju lasu przy drodze wojewódzkiej nr 653 z Suwałk do Sejn w pobliżu skrzyżowania z drogami gminnymi do Leszczewa i Cimochowizny. Jest ogrodzony drewnianym płotem. Na cmentarzu znajdują się dwa drewniane krzyże: prawosławny i łaciński. Pomiędzy nimi ustawiona jest granitowa tablica z wyrytym napisem upamiętniającym w języku polskim. Tożsamość pochowanych żołnierzy jest nieznana.
W pobliżu znajduje się mogiła i pomnik upamiętniający dwóch żołnierzy 16 pułku ułanów poległych 2 września 1920 roku w walce z wojskiem litewskim.
Cmentarz figuruje w rejestrze zabytków województwa podlaskiego pod numerem 353 z 14 marca 1983 roku.